# Na los szczęścia, Baltazarze!
Na los szczęścia, Baltazarze! (fr. Au hasard Balthazar) – francuski dramat filmowy z 1966 roku w reżyserii Roberta Bressona. Zdjęcia kręcono w Guyancourt w departamencie Yvelines.

## Fabuła
Tematem filmu są równolegle opowiadane historie dwojga istot: osiołka Baltazara oraz Marie (Anne Wiazemsky) – dziewczyny, dla której został niegdyś kupiony. Marie z czasem przeżywa coraz więcej życiowych tragedii, podobnie jak Baltazar, który dzielnie znosi okrutne traktowanie przez ludzi.

## Recepcja
Na los szczęścia, Baltazarze jest uznawany za jedno z najważniejszych osiągnięć Bressona. Reżyser uczynił z filmu przypowieść religijną o męczeństwie. Tak jak we wszystkich swoich filmach, aktorzy (nazywani przez Bressona „modelami”) posługują się przede wszystkim gestami, a dialogi i muzyka są ograniczone do minimum. Nowatorstwo Bressona polegało na uczynieniu zwierzęcia istotą świętą. 
Samemu filmowi poświęcono szereg analiz filmoznawczych. Jean-Pierre Oudart, krytycznie oceniając film Bressona, dostrzegł w nim chwyt polegający na zaburzaniu zdolności widza do zszywania (suture) filmowego dyskursu, natomiast Jean-Luc Godard uznał, że Baltazar opisuje „150% świata”.